# Willie Young
William Young (Edimburgo, 25 novembre 1951) è un ex calciatore scozzese.
È stato un famoso calciatore dell'Arsenal.

## Palmarès

### Club

#### Competizioni nazionali
- Coppa d'Inghilterra: 1

Arsenal: 1978-1979